# 광양제철고등학교 축구단
광양제철고등학교 축구부는 전남 드래곤즈의 U-18 청소년팀이다. 1996년 전남 드래곤즈가 창단 하면서 유소년 팀으로 지정 되었고, 현재 대한민국의 유소년 축구 리그인 K리그 주니어에 참가하고 있으며, 선수들은 모두 광양제철고등학교 학생들로 구성되어 있다.

## 선수단

### 현재 명단
2015년 3월 기준

참고: FIFA 자격 규정에 따라 소속된 국가대표팀 국기를 표시합니다. 선수는 복수의 FIFA 비회원국 국적을 가지고 있을 수 있습니다.
| 번호 | 포지션 | 국적 | 이름           |
| ---- | ------ | ---- | -------------- |
| 1    | GK     |      | (3학년)        |
| 2    | DF     |      | 한승범 (2학년) |
| 3    | MF     |      | 박종철 (3학년) |
| 4    | MF     |      | 김효찬 (2학년) |
| 5    | DF     |      | 이민형 (3학년) |
| 6    | MF     |      | 최병석 (3학년) |
| 7    | MF     |      | 추정호 (3학년) |
| 8    | FW     |      | 이종현 (3학년) |
| 9    | FW     |      | 장성준 (3학년) |
| 10   | MF     |      | 한찬희 (3학년) |
| 11   | FW     |      | 김상현 (3학년) |
| 12   | MF     |      | 이성식 (2학년) |
| 13   | DF     |      | 신찬우 (3학년) |
| 14   | MF     |      | 최익진 (3학년) |
| 15   | MF     |      | 김성주 (2학년) |
| 16   | DF     |      | 황태현 (2학년) |
| 17   | FW     |      | 윤현빈 (2학년) |
| 18   | GK     |      | 신지훈 (2학년) |

| 19 | MF           |                               | 김병호 (2학년) |       |          |                |
| 20 | MF           |                               | 김진성 (3학년) |       |          |                |
| 21 | MF           |                               | 이강찬 (2학년) |       |          |                |
| 22 | DF           |                               | 정진구 (2학년) |       |          |                |
| 23 | GK           |                               | 김병엽 (1학년) |       |          |                |
| 24 | FW           |                               | 정기람 (2학년) |       |          |                |
| 25 | {{{포지션}}} | {{나라자료 대한민국 포지션=MF | 국기그림/구현  | 변수= | 크기= }} | 백호준 (1학년) |
| 26 | FW           |                               | 차동환 (1학년) |       |          |                |
| 27 | MF           |                               | 강동호 (1학년) |       |          |                |
| 28 | MF           |                               | 배수호 (1학년) |       |          |                |
| 29 | DF           |                               | 이상기 (1학년) |       |          |                |
| 30 | DF           |                               | 김규남 (1학년) |       |          |                |
| 31 | DF           |                               | 하수윤 (1학년) |       |          |                |
| 32 | FW           |                               | 김상윤 (2학년) |       |          |                |
| 33 | FW           |                               | 이원재 (1학년) |       |          |                |
| 34 | FW           |                               | 김동균 (1학년) |       |          |                |
| 35 | DF           |                               | 이어진 (1학년) |       |          |                |

### 유명 배출 선수
| - 임유환 (1997~1999) - 김영광 (1999~2001) - 방대종 (2001~2003) - 배슬기 (2001~2003) - 안태은 (2001~2003) - 조용태 (2002~2004) - 이규로 (2004~2006) | - 박선용 (2005~2007) - 유지노 (2005~2007) - 정준연 (2005~2007) - 류원우 (2006~2008) - 신영준 (2006~2008) - 윤석영 (2006~2008) - 주성환 (2006~2008) | - 김영욱 (2007~2009) - 박준강 (2007~2009) - 지동원 (2007~2009) - 황도연 (2007~2009) - 윤주열 (2008~2010) - 이종호 (2008~2010) - 박정빈 (2009) |

## 우승 기록
- K리그 주니어
  - 준우승 : 2008, 2009, 2014

- 전국 초중고 축구리그
  - 우승 : 2009

- 전국고교축구선수권대회
  - 우승 : 2009, 2011
  - 준우승 : 2000, 2005

- 대통령금배 전국고교축구대회
  - 우승 : 2002
  - 준우승 : 2000

- 백록기 축구대회
  - 우승 : 2006, 2008